# Zeaglobigerina
Zeaglobigerina es un género de foraminífero planctónico de la Subfamilia Globigerininae, de la familia Globigerinidae, de la superfamilia Globigerinoidea, del suborden Globigerinina y del orden Globigerinida. Su especie tipo es Globigerina woodi. Su rango cronoestratigráfico abarca desde el Rupeliense superior (Oligoceno superior) hasta el Calabriense (Pleistoceno medio).

## Descripción
Zeaglobigerina incluía especies con conchas trocoespiraladas, globigeriniformes, de trocospira alta o moderadamente alta; sus cámaras eran globulares, creciendo en tamaño de manera moderada a rápida; sus suturas intercamerales eran incididas y rectas o curvadas; su contorno ecuatorial era subtriangular a  subcuadrado y lobulado; su periferia era redondeada; su ombligo era moderadamente amplio; su abertura principal era interiomarginal, umbilical (intraumbilical), con forma de arco amplio, y rodeada por un grueso labio; presentaban pared calcítica hialina, macroperforada con poros en copa, y superficie reticulada (sin espinas).

## Discusión
Algunos autores consideran que Zeaglobigerina es un sinónimo posterior de Globoturborotalita, ya que los autores que la definieron incluyeron la especie tipo de este último género. Sin embargo, Globoturborotalita fue descrita con superficie espinosa (base de espinas), a diferencia de Zeaglobigerina, aunque la ausencia de espinas en este último género no ha sido confirmada. No obstante, teniendo en cuenta algunas hipótesis filogenéticas, Zeaglobigerina podría ser útil para agrupar a todas las especies de Globoturborotalita descendientes de la especie woodi, como connecta, parawoodi, apertura, nepenthes, rubescens, decoraperta, tenella, kennetti, o bollii (aunque estas tres últimas, a falta de una asignación genérica, suelen estar incluidas en el género Globigerinoides s.l. por presentar aberturas suplementarias). Por otro lado, hay que tener en cuenta que la especie tipo de Globoturborotalita es rubescens, que es el final del linaje de woodi, por lo que el género Zeaglobigerina podría no tener cabida a expensas de que se aclare la filogenia de todas estas especies.

## Paleoecología
Zeaglobigerina incluye especies con un modo de vida planctónico, de distribución latitudinal subtropical a templada, preferentemente templada, y habitantes pelágicos de aguas superficiales (medio epipelágico).

## Clasificación
Zeaglobigerina incluye a las siguientes especies:
- Zeaglobigerina apertura
- Zeaglobigerina brazieri
- Zeaglobigerina connecta
- Zeaglobigerina decoraperta
- Zeaglobigerina druryi
- Zeaglobigerina extrema
- Zeaglobigerina labiacrassata
- Zeaglobigerina nepenthes
- Zeaglobigerina rubescens
- Zeaglobigerina woodi